# Сирийский бурый медведь
Сирийский бурый медведь (или закавказский медведь) (лат. Ursus arctos syriacus) — обособленный подвид бурого медведя (лат. Ursus arctos), обитающий в горах Ближнего Востока и Кавказа (Ирак, Иран, Ливан, Сирия, Турция, Армения, Грузия, Азербайджан, Израиль, до Синайского п-ва). Согласно последним генетическим исследованиям, сирийский бурый медведь генетически родственен евразийскому бурому медведю.
Самый мелкий и светло окрашенный из бурых медведей. Его рост около 150 сантиметров. Цвет меха — светло-коричневый. Самая длинная шерсть находится на плече, она кофейного и серого цветов. В настоящее время в дикой природе, по предположительным данным, насчитывается 150 особей этого подвида в естественной среде обитания.
На территории бывшего СССР сирийские бурые медведи обитали в Туркменистане (Копетдаг), на юге Закавказья (Азербайджан (Талышские горы), Грузия (Аджария, на север до Абхазии), Армения (на север до Севана)). Охраняются в Кинтришском заповеднике (Грузия), Хосровском и Дилижанском заповедниках (Армения), Сюнт-Хасардакском заповеднике (Туркменистан). Последнее достоверное свидетельство встречи с ним в Туркменистане отмечено в 1995 году. Последний медведь в горах Израиля был застрелен в 1917 году. Считается, что он вымер в Сирии и Ливане в 1960-х годах, хотя в 2004 году был замечен учёными в горах Антиливан.
Занесён в Красную книгу Азербайджана, Красную книгу Армении, в Красную книгу Грузии занесены все подвиды бурого медведя, обитающие в республике.
Самым известным сирийским медведем стал Войтек. Также упоминание о сирийском подвиде бурого медведя содержится в Библии в связи с проклятием пророка Елисея (4Цар. 2:24 — «вышли две медведицы из леса и растерзали из них сорок два ребёнка»).